# Parafia Wszystkich Świętych w Dudyńcach

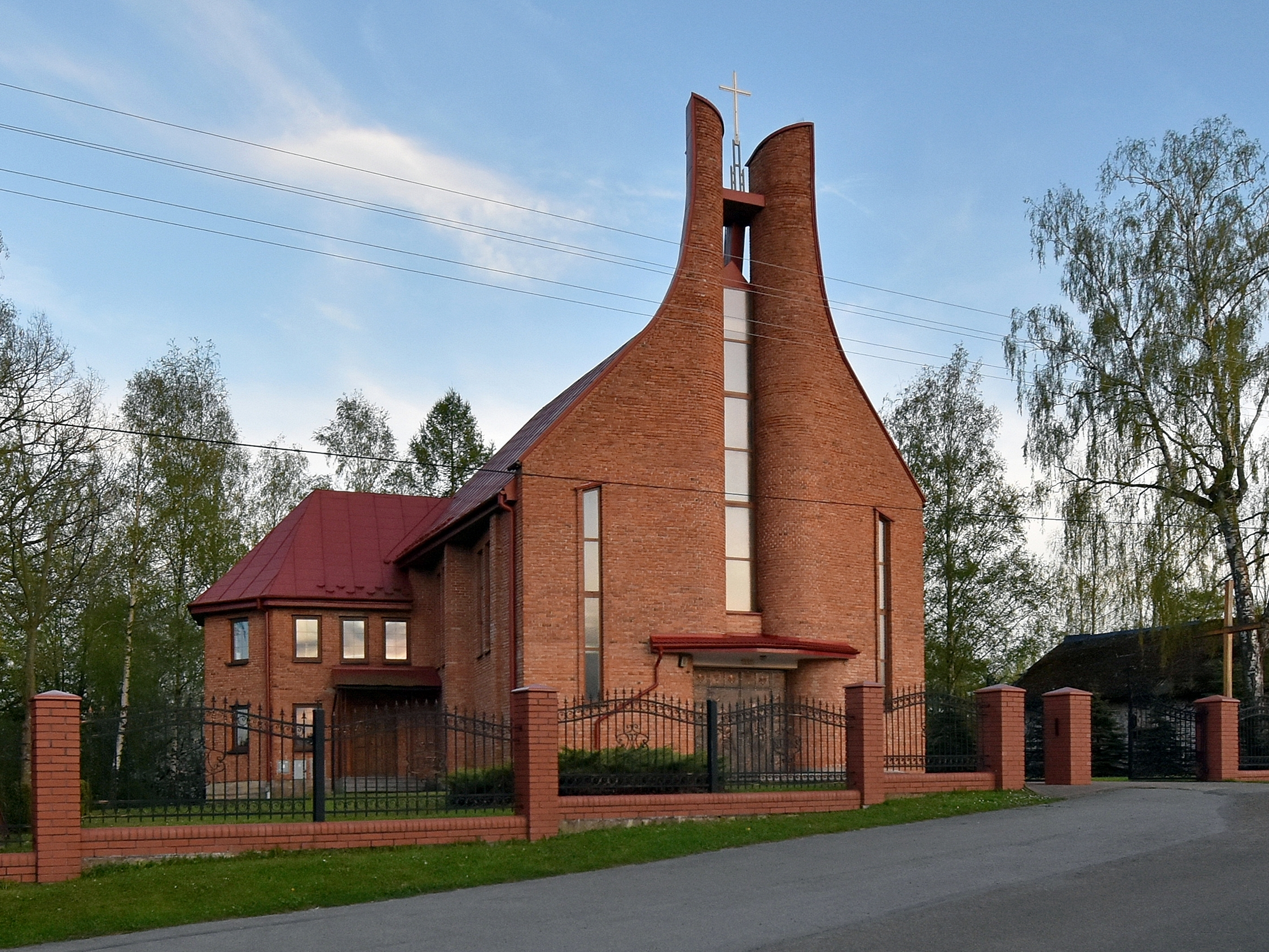
Kościół filialny NMP Matki Kościoła w Markowcach

Parafia Wszystkich Świętych w Dudyńcach – rzymskokatolicka parafia należąca do dekanatu Sanok I w archidiecezji przemyskiej.

## Historia
Pierwsza wzmianka o Dudyńcach pojawiła się w 1372 roku, gdy Władysław Opolczyk nadał wieś kapelanowi o imieniu Maciej (Mathias). W 1529 roku w aktach biskupich wzmiankowano kościół w Pobiednie. W XVI w Dudyńcach była kaplica, która w latach 1558–1677 pod wpływem ruchów reformatorskich była zamieniona na zbór kalwiński. W 1624 roku kościół zniszczyli Tatarzy. 
W latach 1675–1677 Wojciech i Tomasz Leszczyński odbudowali drewniany kościół, prawdopodobnie w stylu Haczowskim. W 1721 roku bp Krzysztof Jan Szembek erygował parafię w Dudyńcach, z wydzielonego terytorium parafii Niebieszczany. 15 sierpnia 1755 roku bp Wacław Hieronim Sierakowski konsekrował kościół pw. Wszystkich Świętych. W 1865 roku z powodu złego stanu technicznego kościół został rozebrany. 
W latach 1871–1876 zbudowano obecny murowany kościół, z fundacji Leopoldyny Horodyńskiej. W 1877 roku kościół został poświęcony. W 1886 roku bp Ignacy Łobos dokonał konsekracji kościoła. Podczas II wojny światowej kościół został częściowo zniszczony. W 1947 roku przy wsparciu ks. Piotra Adamskiego z Buffalo, kościół został odbudowany. 
Na terenie parafii jest 1 262 wiernych (w tym: Dudyńce – 192, Jędruszkowce – 205, Markowce – 332, Pobiedno – 527).

## Proboszczowie
- 1870–? ks. Adam Okmiński
- 1877–1920 ks. Edward Kotulski
- ? – ? ks. Franciszek Stąpor (administrator)
- 1922–1961 ks. Piotr Bajek[7][8]
- 1961–1967 ks. Tadeusz Jakubiński
- 1967–1978 ks. Karol Musiał [9]
- 1978–1983 ks. Kazimierz Gołąb [10]
- 1983–2000 ks. Karol Gonet[11]
- 2000–2014 ks. Bogdan Nitka
- od 2014-2025 ks. Roman Sękowski
- od 24.08.2025 - ks. Rafał Rusinek

## Kościół filialny
W 1990 roku podjęto decyzję budowy kościoła filialnego w Markowcach. 
Na tymczasową kaplicę zaadaptowano zabytkowy dworski spichlerz. 26 maja 1991 roku poświęcono plac pod budowę kościoła. 
6 października 1991 roku abp Ignacy Tokarczuk wmurował kamień węgielny. 30 maja 1993 roku przez bp Stefan Moskwa poświęcił kościół pw. Najświętszej Maryi Panny Matki Kościoła.

## Dane statystyczne
| Zestawienie za rok 2006        | Razem |
| ------------------------------ | ----- |
| liczba ochrzczonych            | 11    |
| liczba dzieci do I Komunii św. | 14    |
| liczba bierzmowanych           | 14    |
| liczba ślubów                  | 9     |
| liczba zgonów                  | 7     |

## Grupy parafialne
Żywy Różaniec, Oaza młodzieży, Ministranci.